# الخط الزمني للحقوق القانونية للمرأة (عدا الحق في التصويت) خلال القرن العشرين
يمثل الخط الزمني للحقوق القانونية للمرأة (عدا الحق في التصويت) خلال القرن العشرين التغييرات والإصلاحات الرسمية المتعلقة بحقوق المرأة. يتضمن ذلك الإصلاحات القانونية الفعلية بالإضافة إلى تغييرات رسمية أخرى مثل الإصلاحات من خلال تعديلات جديدة للقوانين عن سابقاتها. يُستثنى من الخط الزمني حق التصويت. ويستبعد الخط الزمني أيضا التغييرات والأحداث الإيديولوجية داخل النسوية والنزعة النسوية.

## الخط الزمنى
1901
- بلغاريا: السماح للنساء بدخول الجامعات.[1]
- الصين: دخول الفتيات في نظام التعليم.[2]
- كوبا: السماح للنساء بدخول الجامعات.[3]
- الدنمارك: منح إجازة أمومة لجميع النساء.[4]
- السويد: منح المرأة إجازة أمومة لمدة أربعة أسابيع.[5]

1902
- السلفادور: حصلت المرأة المتزوجة على اقتصاد منفصل.
- السلفادور: الأغلبية القانونية للمرأة المتزوجة.
- الصين: في عام 1902 أصدرت الإمبراطورة دوجر سيشي مرسومًا ضد ربط القدم لكن تم إلغاؤه بعد ذلك.[6]

1903
- بافاريا، ألمانيا: السماح للنساء بدخول الجامعات.
- السويد: فتح المكاتب الطبية العامة للنساء.[7]

1904
- نيكاراغوا: حصلت النساء المتزوجات على دخل منفصل.
- نيكاراغوا: الأغلبية القانونية للنساء المتزوجات.
- ورتمبرج، ألمانيا: السماح للنساء بدخول الجامعات.
- مصر: سمحت المادة 291 من قانون العقوبات المصري التي تم تبنيها في عام 1904 والمستوحاة من بند فرنسي لأي فرد ارتكب اعتداء جنسي بتجنب العقوبة إذا تزوج من الضحية تم إلغاؤها في نهاية المطاف في عام 1999.[8][9][10]

1905
- الأرجنتين: فتح التعليم الثانوي التحضيري الجامعي للإناث.
- أيسلندا: فتح المؤسسات التعليمية أمام النساء.
- روسيا: السماح للنساء بدخول الجامعات.
- صربيا: دمج الطالبات الجامعيات بالكامل في نظام الجامعة.

1906
- فنلندا: حصلت المرأة على الحق في الترشح للانتخابات..
- هندوراس: حصلت النساء المتزوجات على دخل منفصل.
- هندوراس: تقنين الحق في الطلاق.
- كوريا: مهنة الممرضة مسموح بها للنساء.
- نيكاراغوا: تقنين الحق في الطلاق.
- ساكسونيا، ألمانيا: السماح للنساء بدخول الجامعات.

1907
- .فرنسا: حصلت النساء المتزوجات على دخل منفصل.[11]
- فرنسا: سمحت المرأة بالوصاية على الأطفال.
- المملكة المتحدة: صدور قانون الأحوال الزوجية لعام 1907
- إيران: جعل التعليم الابتدائي الإلزامي للإناث.
- إيران: تم إنشاء أول مدرسة إيرانية للبنات من قبل توبا عزمودي تلتها مدارس أخرى في السنوات التالية.
- اليابان: جامعة توهوكو، أول جامعة مختلطة (خاصة).
- اليابان: أصبحت العقوبات المفروضة على الإجهاض أكثر شدة في عام 1907 عندما نقح قانون العقوبات: يمكن حبس النساء لمدة تصل إلى عام بسبب الإجهاض؛ يمكن سجن الممارسين لمدة تصل إلى سبعة أعوام. لا يزال قانون الإجهاض الجنائي لعام 1907 ساري المفعول من الناحية الفنية اليوم، لكن التشريعات الأخرى تجاوزت آثاره.
- النرويج: حصلت المرأة على الحق في الترشح للانتخابات.
- السودان: أول مدرسة مفتوحة للفتيات المسلمات.
- أوروغواي: تقنين الحق في الطلاق.[12]
- الولايات المتحدة: نص البند 3 من قانون الاغتراب لعام 1907 على فقدان الجنسية من قبل النساء الأميركيات المتزوجات من الأجانب. تنص المادة 4 على الاحتفاظ بالجنسية الأمريكية من قبل نساء أجنبيات سابقات كن قد حصلن على الجنسية عن طريق الزواج من أمريكي بعد انتهاء الزيجات. ستحتفظ النساء المقيمات في الولايات المتحدة بجنسيتهن الأمريكية تلقائيًا إذا لم يتخلن صراحةً؛ النساء المقيمات في الخارج سيكون لديهن خيار الاحتفاظ بالجنسية الأمريكية عن طريق التسجيل مع. كان الهدف من هذه الأحكام هو منع حالات تعدد الجنسيات بين النساء.[13][14][15]
- قانون إنجلترا وويلز: وضع قانون برلماني يوضح حق بعض النساء الناجحات في الانتخاب لعضوية مجالس المقاطعات والمقاطعات في إنجلترا وويلز. وقد تلا ذلك سنوات من عدم اليقين والارتباك، والتي تضمنت تحديات في المحاكم عندما حاولت النساء الترشح لأول مرة لمجلس مقاطعة لندن. تم انتخاب النساء في مجالس منفصلة تتعامل مع قانون الفقراء وقانون التعليم لعام 1870 وكان من حقهن العمل في المجالس الحضرية والريفية الجديدة منذ عام 1894. وفقدت المرأة تأثيرها على مجالس التعليم عندما تم استيعاب المجالس المستقلة في المجالس المنشأة حديثا. أعطى قانون 1907 الذي اعتبر انتصارًا لجمعية الحكم المحلي للمرأة الأرامل والنساء غير المتزوجات الحق في الترشح في أي مكان في الحكومة المحلية.[16][16][17]

1908
- بلجيكا: يجوز للمرأة أن تصبح شاهدة قانونية في المحكمة.
- الدنمارك: المهن القانونية ذات الرتب الدنيا مفتوحة أمام النساء.
- الدنمارك: المرأة غير المتزوجة هي وصية قانونية على أطفالها.[4]
- كوريا: التعليم الثانوي للإناث من خلال تأسيس مدرسة العاصمة للتعليم العالي للبنات.[2]
- الإمبراطورية العثمانية: أدخل الأتراك الشباب العديد من الإصلاحات لصالح المساواة بين الجنسين: مهن الطبيب والمحامي والموظف المدني وكذلك الأماكن العامة مثل المطاعم والمسارح وقاعات المحاضرات المفتوحة لكلا الجنسين
- بيرو: السماح للنساء بدخول الجامعات.[18]
- بروسيا، الألزاس-لورين وهيس، ألمانيا: السماح للنساء بدخول الجامعات.
- السويد: أول امرأة تعمل في هيئة الشرطة السويدية.[19]
- الولايات المتحدة: صدر قرارًا تاريخيًا في تاريخ المحكمة العليا في الولايات المتحدة حيث تم استخدامه لتبرير كل من التمييز الجنسي واستخدام قوانين العمل خلال الفترة الزمنية. وأيدت القضية قيود ولاية أوريغون على ساعات عمل النساء كما تبررها مصلحة الدولة الخاصة في حماية صحة المرأة. كان للحكم انعكاسات مهمة على تشريعات العمل الوقائية.
- الولايات المتحدة، مدينة نيويورك: أقر مجلس مدينة مدينة نيويورك لألدرمين بالإجماع مرسومًا يحظر التدخين من قبل النساء في الأماكن العامة.[20]

1909
- فرنسا: تمنح المرأة المتزوجة الحق القانوني في استشارة الأزواج قبل أن يتصرف الزوج في ممتلكات الأسرة، وفي توجيه اتهامات ضد سوء الإدارة الاقتصادية للزوج.
- السويد: منحت المرأة الأهلية للمجالس البلدية.[21]
- السويد: تُحذف عبارة رجل من استمارات التقديم إلى الوظائف العامة وبالتالي تتم الموافقة على النساء كمقدمات في معظم المهن العامة والوظائف كموظفين مدنيين.[7]
- مكلنبورغ، ألمانيا: السماح للنساء بدخول الجامعات.

1910
- الإكوادور: تقنين الحق في الطلاق.
- إسبانيا: الجامعات مفتوحة بالكامل أمام النساء.

1911
- لوكسمبورغ: يتيح قانون تعليمي جديد للمرأة الوصول إلى التعليم العالي، ومدرستان للتعليم الثانوي مفتوحة للإناث.[22]
- البرتغال: المكاتب المدنية مفتوحة أمام النساء.
- البرتغال: الأغلبية القانونية للمرأة المتزوجة (ألغيت في عام 1933).[23]
- البرتغال: تقنين الحق في الطلاق.[23]
- تايوان: في تايوان من عام 1911 إلى عام 1915 أصبحت عملية ربط القدم تدريجياً غير قانونية.[24]
- كندا: في عام 1911 في ساولت سانت. ماري، أنجيلينا نابوليتانو، مهاجرة حامل تبلغ من العمر 28 عامًا، قتلت زوجها المسيء بيترو بفأس بعد أن حاول إجبارها على ممارسة الدعارة. [43] اعترفت وحُكم عليها بالشنق بعد محاكمة قصيرة، لكن أثناء التأخير قبل تنفيذ الحكم (وهو تأخير ضروري للسماح لها بالولادة بطفلها)، بدأت حملة عامة لإطلاق سراحها. جادل مؤيدوها بأن القاضي في القضية كان مخطئًا في إلقاء دليل على سوء معاملتها منذ أمد بعيد على يد بيترو (بما في ذلك حادثة وقعت قبل خمسة أشهر عندما طعنها تسع مرات بسكين جيب). في نهاية المطاف، خفف مجلس الوزراء الاتحادي مدة عقوبتها إلى السجن مدى الحياة. كانت أول امرأة في كندا تستخدم الدفاع عن المرأة المضروبة بتهمة القتل. [45].[25][26][26][27]
- نيوزيلندا: في نيوزيلندا، تم تقديم معاش للأرملة في عام 1911 لمساعدة الأسر التي ليس لديها أي وسيلة أخرى لإعالة نفسها.[28]

1912
- فرنسا: يُسمح للنساء برفع دعاوى الأبوة.
- النرويج: تُتاح للمرأة فرص محدودة للوصول إلى المناصب العامة.
- جمهورية الصين: في عام 1912، حظرت حكومة جمهورية الصين الجديدة ربط القدم.[29]
- جنوب إفريقيا: في قضية جنوب إفريقيا، جمعية القانون المتحد ضد ووكي، 1912 م 623، وجدت شعبة الاستئناف أن كلمة «الأشخاص» المستخدمة في النظام الأساسي الخاص بقبول المحامين في نقابة المحامين تشمل الرجال فقط، وبالتالي يمكن مادلين ووكي لن يكون محاميا. حدثت هذه القضية لأنه على الرغم من استعداد مكتب محاماة لتسجيل Wookey ككاتبة مفصلية، رفضت جمعية قانون القانون تسجيل مقالاتها. تقدمت ووكي بعد ذلك إلى محكمة الرأس العليا، التي أمرت جمعية قانون القانون بتسجيلها. ثم ناشدت جمعية قانون كيب ذلك شعبة الاستئناف، مدعيا أنه لا يمكن قبول ووكي كمحام لأنها كانت أنثى.[30][31][31][31][31][32]
- الولايات المتحدة: ابتداءً من 1 يناير 1912، بدأت حكومة ماساتشوستس في تطبيق قانون يسمح للنساء بالعمل لمدة أقصاها 54 ساعة بدلاً من 56 ساعة. بعد عشرة أيام، اكتشفت العاملات أنه تم تخفيض الأجور مع خفض ساعات. [52] كان هناك إضراب حول هذا الموضوع في لورانس، ماساتشوستس، وقرر أصحاب مصانع المطاحن قريبًا تسوية الإضراب، مما أعطى العمال في لورانس وفي جميع أنحاء نيو إنغلاند زيادات تصل إلى 20 بالمائة.[33]

1913
- اليابان: الجامعات الحكومية مفتوحة أمام النساء.
- تونس: صدر قانون الزواج من المغتصب في تونس في عام 1913 وأُلغيت في عام 2017.[34][35]

1914
- روسيا: سمحت المرأة المتزوجة بجواز سفرها الداخلي.

1915
- الإمبراطورية العثمانية: يُسمح للمرأة بالكشف عن النقاب خلال ساعات الدوام.
- الولايات المتحدة: ينص البند 3 من قانون الاغتراب لعام 1907 على فقدان الجنسية من قبل النساء الأميركيات المتزوجات من الأجانب. نظرت المحكمة العليا أولاً في قانون الاغتراب لعام 1907 في قضية قضية ماكينزي ضد هير لعام 1915. كان المدعي، وهو صاحب حق في التصويت يدعى إيثيل ماكنزي، يعيش في كاليفورنيا، والتي امتدت منذ عام 1911 إلى النساء. ومع ذلك، فقد حُرمت من تسجيل الناخبين من قِبل المستفتاة بصفته مفوض مجلس انتخابات سان فرانسيسكو على أساس زواجها من رجل اسكتلندي. زعم ماكينزي أن قانون المغتربين لعام 1907 "إذا كان المقصود به أن ينطبق عليها، هو خارج سلطة الكونغرس"، حيث لم يمنح التعديل الرابع عشر ولا أي جزء آخر من الدستور الكونغرس سلطة "نزع الجنسية عن المواطن دون موافقته". ومع ذلك، صرح القاضي جوزيف ماكينا، بكتابة رأي الأغلبية، أنه "رغم أنه قد يتم الإقرار بأنه لا يمكن فرض تغيير المواطنة تعسفيًا، أي يتم فرضه دون موافقة المواطن"، ولكن القانون في الجدل لا يمتلك هذه الميزة، إنه يتعامل مع حالة دخلت طواعية، مع إشعار العواقب ". صرح القاضي جيمس كلارك ماكرينولدز، في رأي مؤكد، بأنه ينبغي رفض القضية لعدم وجود اختصاص. [57][13][15][36]

1917
- كوبا: حصلت النساء المتزوجات على دخل منفصل.
- كوبا: الأغلبية القانونية للمرأة المتزوجة.
- اليونان: أول مدرسة تعليمية ثانوية عامة للبنات مفتوحة.
- هولندا: حصلت المرأة على الحق في الترشح للانتخابات.
- المكسيك: الأغلبية القانونية للمرأة المتزوجة.
- المكسيك: صدق الطلاق.
- أوروغواي: التعليم الجامعي مفتوح أمام النساء.[3]

1918
- نيو ساوث ويلز، أستراليا: قانون الوضع القانوني للمرأة لعام 1918 يشرع رسميًا لجميع المهن بالنسبة للإناث.[2]
- تشيكوسلوفاكيا: تُمنح الإناث نفس الحقوق التي يتمتع بها الذكور في الدستور الجديد ويتم التصديق على الطلاق لكلا الجنسين.[2]
- كوبا: تقنين الحق في الطلاق.
- إيران: يتم فتح المدارس العامة للبنات من أجل إنفاذ قانون التعليم الإلزامي للفتيات في الممارسة العملية.
- روسيا السوفيتية: يعلن الدستور السوفيتي الأول صراحة المساواة في الحقوق بين الرجل والمرأة.
- تايلاند: السماح للنساء بدخول الجامعات.[37]
- المملكة المتحدة: أعطى قانون (تأهيل المرأة) الصادر عن البرلمان عام 1918 حق النساء فوق 21 عامًا في الترشح للانتخابات البرلمانية.
- الولايات المتحدة: اتُهمت مارجريت سانجر بموجب قانون نيويورك بعدم نشر معلومات عن وسائل منع الحمل. عند الاستئناف، تم عكس إدانتها على أساس أن وسائل منع الحمل يمكن تعزيزها قانونيًا لعلاج المرض والوقاية منه.[38]

1919
- بورتوريكو: في عام 1919، تحدت لويزا كابيتيلو المجتمع السائد بأن أصبحت أول امرأة في بورتوريكو ترتدي سراويل علنية. تم إرسال كابيتيلو إلى السجن بسبب ما كان يُعتبر فيما بعد جريمة، لكن القاضي أسقط فيما بعد التهم الموجهة إليها.
- إيطاليا: حصلت المرأة المتزوجة على اقتصاد منفصل.
- إيطاليا: المناصب العامة في المستويات الأدنى مفتوحة للنساء.
- المملكة المتحدة: قانون إلغاء الأهلية الجنسية (الإبعاد) لعام 1919.

1920
- الصين: تم قبول أول طالبات في جامعة بكين، وسرعان ما تبعتها جامعات في جميع أنحاء الصين.[39]
- كندا: سمح قانون انتخابات دومينيون للنساء بالترشح للبرلمان في كندا. ومع ذلك، فإن النساء من الأقليات، مثل السكان الأصليين والآسيويين، لم يُمنحوا هذه الحقوق.[40]
- هايتي: مهنة الصيدلي مفتوحة أمام النساء.
- كوريا: مهنة مشغل الهاتف، وكذلك العديد من المهن الأخرى، مثل كتبة المتاجر، مفتوحة أمام النساء.
- نيبال: ساتي محظور.[2]
- البرتغال: المدرسة الثانوية مفتوحة أمام النساء.
- السويد: الأغلبية القانونية للمرأة المتزوجة والمساواة في حقوق الزواج.
- الولايات المتحدة: يحظر التعديل التاسع عشر (التعديل التاسع عشر) على دستور الولايات المتحدة الولايات والحكومة الفيدرالية من حرمان مواطني الولايات المتحدة من حق التصويت على أساس الجنس. تم تبنيه في 18 أغسطس 1920.
- الاتحاد السوفيتي: أجاز لينين جميع حالات الإجهاض في الاتحاد السوفيتي.[41]
- فرنسا: تم سن قانون يمنع جميع أشكال وسائل منع الحمل، وكذلك معلومات حول وسائل منع الحمل.

1921
بلجيكا: حصلت المرأة على الحق في الترشح للانتخابات.
- بلجيكا: منصب العمدة، والعديد من المناصب العامة الأدنى، مثل المستشار المالي، مفتوح أمام النساء على المستوى المحلي.
- الدانمرك: تُتاح للمرأة إمكانية الوصول إلى جميع المهن والوظائف الرسمية في المجتمع، مع بعض الاستثناءات.
- تايلاند: التعليم الابتدائي الإلزامي للفتيات والفتيان.[37]
- موناكو: أقيم أوليمبياد 1921 للسيدات، وهو أول حدث رياضي نسائي عالمي.
- الولايات المتحدة: كان قانون تعزيز رفاهية وصحة الأمومة والرضع، المعروف أكثر باسم قانون شيبارد تاونر، قانونًا للكونجرس الأمريكي عام 1921 قدم تمويلًا فيديراليًا لرعاية الأمومة والطفولة. كان برعاية السناتور موريس شيبارد (ديمقراطي) من تكساس والنائب هوراس مان تاونر (يمين) من ولاية أيوا، ووقّع عليه الرئيس وارن ج. هاردينغ في 23 نوفمبر 1921. [70] وقد أظهر ذلك القوة السياسية والاقتصادية لقضايا المرأة منذ إقرار مشروع القانون بسبب ضغط من لجنة الكونغرس المشتركة للمرأة المشكلة حديثًا. قبل إقراره، حدث معظم التوسع في برامج الصحة العامة على مستوى الدولة والمستوى المحلي. ساعدت العديد من العوامل مرورها بما في ذلك بيئة العصر التقدمي. [71] لم تشارك ماساتشوستس وكونيتيكت وإلينوي مطلقًا في البرنامج. تباينت المشاركة في البرنامج حسب الدول. كان من المقرر تجديد القانون في عام 1926، لكنه قوبل بزيادة المعارضة. [71] وبالتالي، سمح الكونجرس بتمويل هذا القانون في عام 1929 بعد معارضة ناجحة من قبل الجمعية الطبية الأمريكية، التي اعتبرت أن هذا الفعل يمثل تهديدًا اشتراكيًا لاستقلاله المهني. [72] كانت هذه المعارضة على الرغم من حقيقة أن قسم طب الأطفال في مجلس المندوبين AMA قد أيد تجديد القانون. أدى توبيخ قسم الأطفال من قبل مجلس المندوبين الكامل إلى قيام أعضاء قسم طب الأطفال بإنشاء الأكاديمية الأمريكية لطب الأطفال. [73] عقدت المحكمة العليا هذا القانون غير دستوري في عام 1922 لكن القانون ظل سارياً حتى عام 1929.[42][43][44][44][45][46]

1922
- بلجيكا: مهنة المحامي مفتوحة أمام النساء.
- العراق: أول طالبة جامعية في العراق.
- اليابان: يُسمح للنساء بالحضور والاجتماعات السياسية وتشكيل منظمات سياسية.[47]
- بيرو: يُسمح للنساء بالعمل في مجالس الرفاهية العامة.[3]
- سوريا: تظهر المرأة المسلمة مكشوفة لأول مرة في الأماكن العامة.[48]
- الولايات المتحدة: كان قانون الكبل لعام 1922 (الفصل 411، 42 القانون الأساسي 1021، «قانون الجنسية المستقلة للمرأة المتزوجة») قانونًا فدراليًا للولايات المتحدة عكس قوانين الهجرة السابقة المتعلقة بالزواج. (يُعرف أيضًا باسم قانون مواطنة المرأة المتزوجة أو قانون مواطنة المرأة). في السابق، فقدت امرأة جنسيتها الأمريكية إذا تزوجت من رجل أجنبي، لأنها تحمل جنسية زوجها، وهو قانون لا ينطبق على مواطني الولايات المتحدة الذين يتزوجون من نساء أجنبيات. ألغى القانون المادتين 3 و 4 من قانون المغتربين لعام 1907. [77] ومع ذلك، فإن قانون الكبل لعام 1922 يضمن الجنسية الأنثوية المستقلة فقط للنساء المتزوجات من «أجنبي مؤهل للتجنس». [78] في وقت إقرار القانون، لم يكن الأجانب الآسيويون مؤهلين عرقيًا للحصول على الجنسية الأمريكية. [79] [80] على هذا النحو، فإن قانون الكبل عكس السياسات السابقة جزئيًا فقط وسمح للنساء بالاحتفاظ بجنسيتهن في الولايات المتحدة بعد الزواج من أجنبي غير آسيوي. وهكذا، حتى بعد سريان مفعول قانون الكابلات، فإن أي امرأة تزوجت من أجنبي آسيوي فقدت جنسيتها الأمريكية، كما كان الحال في القانون السابق. كان لقانون الكابل أيضًا قيود أخرى: يمكن للمرأة الاحتفاظ بجنسيتها الأمريكية بعد زواجها من أجنبي غير آسيوي إذا بقيت داخل الولايات المتحدة. ومع ذلك، إذا تزوجت من أجنبي وعاشت على أرض أجنبية لمدة عامين، فقد تفقد حقها في الحصول على جنسية الولايات المتحدة.[49][50][51][52]
- اليابان: عدل البرلمان الياباني المادة 5 في قانون الشرطة لعام 1900، مما سمح للنساء بحضور التجمعات السياسية مع الاستمرار في منعهن من الانضمام إلى الأحزاب السياسية والتصويت.
- الاتحاد السوفيتي: جعل الاتحاد السوفيتي الاغتصاب الزوجي غير قانوني.[53]

1923
- مصر: التعليم الإلزامي لكلا الجنسين.[48]
- السويد: يمنح قانون الوصول المرأة حقًا في جميع المهن والمناصب في المجتمع، باستثناء بعض المناصب الكهنوتية والعسكرية.[54]
- اليابان: مُنح الأطباء إذنًا قانونيًا لإجراء عمليات الإجهاض الطارئ لإنقاذ حياة الأم ؛ عمليات الإجهاض التي تتم في ظل ظروف مختلفة أقل تهديداً للحياة لا تزال قيد المحاكمة.

1924
- الأرجنتين: تُضمن للمرأة الحق في إجازة الأمومة والرعاية النهارية ويُحظر على أرباب العمل فصل النساء بسبب الحمل.
- الدنمارك: تم تعيين أول وزيرة على الإطلاق في أوروبا الغربية، عندما تم تعيين نينا بانج وزيرة للتعليم من قبل ثورفالد ستونينج..
- بيرو: صدر تشريع ينص على أن المغتصبين كانوا قادرين قانونيًا على إعفائهم من تهم الاعتداء الجنسي من خلال ثغرة. في حالات الاغتصاب والعمل كعقوبة على مرتكب الجريمة، كان على الضحية الدخول في عقد زواج مع المغتصب. [84] في عام 1991، تم تعديل هذا القانون لإعفاء المتآمرين في قضية اغتصاب جماعي إذا تزوج أحدهم من الضحية. في عام 1997، تم إلغاء القانون بالكامل.[55][56]

1925
- تشيلي: المرأة المتزوجة منحت اقتصادًا منفصلًا.
- كوريا: فتح مدرسة مهنية للنساء فقط.
- المملكة المتحدة: تم تحديد فوائد الأرامل لأول مرة بموجب قانون استحقاقات الأرامل والأيتام والمسنين المسنين لعام 1925 بمعدل 10 شلن في الأسبوع مدى الحياة، للتوقف عن الزواج مرة أخرى. تم استبداله بفائدة الفجيعة في أبريل 2001.[57]

1926
- الأرجنتين: تمنح المرأة المتزوجة اقتصاداً منفصلاً بالأغلبية القانونية والحق في العمل.
- لبنان: جامعة بيروت مفتوحة أمام النساء.
- رومانيا: يسمح للنساء المتزوجات بإدارة دخلهن الخاص.
- تركيا: يضمن القانون المدني لعام 1926 المساواة في الحقوق للمرأة في الميراث والزواج (وبالتالي إلغاء تعدد الزوجات والحريم) والطلاق.[58][59]
- تونغا: يسمح قانون موافقة الوالدين لعام 1926 للمغتصبين بالزواج من ضحيتهم (بين سن 14 و 18) إذا وافق والدا الضحية.[60]

1927
- أفغانستان: يقدم الملك تعليمًا إلزاميًا لبنات المسؤولين.
- لوكسمبورغ: تمت الموافقة على النساء صراحة للعمل كشاهد في المحكمة.[61]
- المكسيك: الأغلبية القانونية للنساء المتزوجات.

1928
- أفغانستان: تُرسل أول امرأة إلى الخارج للدراسة (تم حظر النساء من الدراسة في الخارج في عام 1929). يتم إلغاء الحجاب الإجباري، وتعدد الزوجات وخلع القسري (ألغيت في عام 1929).
- ألبانيا: يحظر القانون المدني لعام 1928 الزواج القسري ويمنح المرأة المتزوجة الحق في الطلاق والميراث على قدم المساواة.
- البحرين: أول مدرسة ابتدائية عامة للبنات.
- مصر: تم قبول أول طالبات في جامعة القاهرة.
- المكسيك: قانون المساواة في الزواج.
- جنوب روديسيا: ألغيت السلطة الزوجية في عام 1928 بموجب قانون ملكية الأشخاص المتزوجين، الذي ألغى أيضًا مجتمع الملكية.[62]

1929
- اليونان: التعليم الثانوي للإناث مساوٍ لتعليم الذكور.
- هايتي: مهنة المحاماة مفتوحة أمام النساء.
- كندا: إدواردز ضد كندا (AG) [94] - المعروف أيضًا باسم قضية الأشخاص - هي قضية دستورية كندية شهيرة قررت أن المرأة كانت مؤهلة للجلوس في مجلس الشيوخ في كندا. بدأت القضية، التي تقدمت بها حكومة كندا بشأن الضغط على مجموعة من النساء المعروفة باسم «الخمسة المشهورين»، كقضية مرجعية في المحكمة العليا لكندا، التي قضت بأن النساء «ليسن مؤهلات» وبالتالي لا يحق لهن الجلوس في مجلس الشيوخ. ثم رفعت القضية إلى اللجنة القضائية التابعة لمجلس الملكة الإمبراطوري، وكانت في ذلك الوقت محكمة الملاذ الأخير لكندا داخل الإمبراطورية البريطانية والكومنولث. ألغت اللجنة القضائية قرار المحكمة العليا. كانت قضية الأشخاص قضية تاريخية من ناحيتين. أولاً، أثبتت أن المرأة الكندية مؤهلة لتعيين أعضاء مجلس الشيوخ. ثانياً، حددت ما أصبح يعرف باسم «عقيدة الشجرة الحية»، وهي عقيدة التفسير الدستوري التي تقول إن الدستور عضوي ويجب قراءته بطريقة واسعة وليبرالية حتى يتكيف مع الأوقات المتغيرة.[63]

1930
- بيرو: تقنين الحق في الطلاق.
- تركيا: الحق المتساوي في التعليم الجامعي لكل من الرجال والنساء.
- تركيا: حصلت المرأة على الحق في الترشح للانتخابات المحلية.[64]

1931
- الصين: يمنح القانون المدني الجديد حقوقًا متساوية في الميراث، وحق المرأة في اختيار شريك الزواج، والحق المتساوي في الطلاق، والحق في السيطرة على ممتلكاتها بعد الطلاق.
- إسبانيا: الأغلبية القانونية للمرأة المتزوجة (ألغيت في عام 1939).[65]
- إسبانيا: المساواة في الحق في المهنة (ألغيت في عام 1939).[65]
- إسبانيا: الطلاق مصدق (تم إلغاؤه في عام 1939).[65]
- الولايات المتحدة: سمح تعديل لقانون الكابلات للإناث بالاحتفاظ بجنسيتهن حتى إذا تزوجن من آسيوي.[66]
- المكسيك: أصبحت المكسيك أول دولة في العالم تقنن الإجهاض في حالات الاغتصاب.[67]
- المكسيك: سنت المكسيك قانون الزواج من المغتصب، والذي تم إلغاؤه في عام 1991. اعتبارًا من عام 2017، تنص قوانين ثلاث ولايات (كامبيتشي وباها كاليفورنيا وسونورا) على أن الزواج من الضحية يُبرئ مرتكب جريمة الاستوبرو (إغواء القُصّر).[68][68][69][70]

1932
- بوليفيا: تقنين الحق في الطلاق.
- كولومبيا: الأغلبية القانونية للمرأة المتزوجة.
- كولومبيا: حصلت النساء المتزوجات على دخل منفصل.
- رومانيا: النساء المتزوجات مُنحن الأغلبية القانونية.
- أيرلندا: تم تقديم شريط الزواج في أيرلندا ؛ منعت أي امرأة متزوجة من العمل في القطاع العام. في عام 1973، تمت إزالة شريط الزواج في أيرلندا.[71][72]
- بولندا: أصبحت بولندا أول دولة في أوروبا خارج الاتحاد السوفيتي تقنن الإجهاض في حالات الاغتصاب وتهدد صحة الأم.[73]
- بولندا: بولندا جعلت الاغتصاب الزوجي غير قانوني.

1933
- كولومبيا: السماح للنساء بدخول الجامعات.[74]
- لوكسمبورغ: فرض حظر على فصل المعلمات بعد الزواج.[22]
- بعض الولايات في الأمريكتين: تم اعتماد اتفاقية جنسية المرأة في عام 1933 من قبل اتحاد عموم أمريكا في مونتيفيديو، أوروغواي. كانت أول معاهدة دولية تم تبنيها بشأن حقوق المرأة. وافق المؤتمر الدولي السابع للدول الأمريكية على أنه «لن يكون هناك تمييز على أساس الجنس فيما يتعلق بالجنسية أو في تشريعاتها أو في ممارستها». هذا الاتفاق، الذي لم ينفذ سوى وضع الدول الأعضاء في الأمريكتين كان مقدمة لدراسة الأمم المتحدة الخاصة حول موضوع الجنسية التي بدأت في عام 1948.[75][75][76] [77]

1934
- البرازيل: يمنح دستور عام 1934 جميع النساء المساواة أمام القانون، وإجازة الأمومة، والوصول إلى جميع المهن العامة.[3]
- هايتي: مهنة الطبيب مفتوحة أمام النساء.
- إيران: من أجل التحضير لإلغاء الحجاب والعزل الاجتماعي بين الجنسين، يتم تشجيع المعلمات والطلاب على الظهور غير مكشوف: ويتبع ذلك العام المقبل أمر للسياسيين الذكور بتقديم زوجاتهم إلى الحياة الاجتماعية الممثلة لنوع الجنس. [20]
- تركيا: حصلت المرأة على الحق في الترشح للانتخابات.

1935
- إيران: يتم قبول النساء في جامعة طهران. في الواقع، يعد وصول التعليم الجامعي للإناث إصلاحًا فيما يتعلق بوصول النساء إلى المهن، لأنه يفتح العديد من المهن أمام النساء.[78]
- لوكسمبورغ: مهنة الممرضات والأخصائية الاجتماعية، على الرغم من وجودها فعليًا بالفعل، يتم تقنينها وتنظيمها رسميًا للنساء.[22]
- تايلند: تعدد الزوجات محظور ويحق للمرأة الحصول على حصة متساوية من الممتلكات المشتركة بعد الطلاق.[79]
- أيسلندا: أصبحت أيسلندا أول دولة غربية تقنن الإجهاض العلاجي في ظل ظروف محدودة.[80]
- ألمانيا النازية: عدلت ألمانيا النازية قانون تحسين النسل، لتشجيع الإجهاض للنساء اللائي يعانين من اضطرابات وراثية. سمح القانون بالإجهاض إذا أعطت المرأة الإذن لها، وإذا لم يكن الجنين قابلاً للتطبيق بعد ولأغراض ما يسمى بالنظافة العرقية. [118] [119].[81][82][83][84][85][86]
- أيرلندا: أصبحت وسائل منع الحمل في أيرلندا غير قانونية في عام 1935 بموجب القانون الجنائي (المعدل) لعام 1935.[87]

1936
- كولومبيا: الجامعة الوطنية مفتوحة للنساء.[88]
- إيران: حدد رضا شاه بهلوي النقاب الإلزامي عن النساء - وهي سياسة مثيرة للجدل إلى حد كبير والتي كانت مع ذلك مهمة لإزالة التمييز العنصري عن النساء. من أجل إنفاذ إلغاء الفصل بين الجنسين ، أُمر الموظفون الحكوميون الذكور بإحضار زوجاتهم إلى الاحتفالات الرسمية. كذلك ، لإنفاذ المرسوم الذي كشف النقاب عنه ، أمرت الشرطة بإزالة النقاب عن أي امرأة كانت ترتديه علانية. تعرضت النساء للضرب ، وتمزقت أغطية الرأس والظلال ، وتم تفتيش منازلهن بالقوة. حتى تنازل رضا شاه في عام 1941، اختارت العديد من النساء ببساطة عدم مغادرة منازلهن لتجنب مثل هذه المواجهات المحرجة ، وبعضهن انتحرن.[78][89][90][90][91][91][92][93][93][93][94][94][94][95][95][95][96][97]
- بيرو: حصلت النساء المتزوجات على دخل منفصل.
- الولايات المتحدة: في عام 1936، قضت محكمة استئناف فيدرالية أن الحكومة الفيدرالية لا يمكن أن تتدخل مع الأطباء الذين يقدمون وسائل منع الحمل لمرضاهم.[38]
- رومانيا: ظل الإجهاض غير قانوني بموجب القانون الجنائي الروماني لعام 1936، إلا إذا لزم الأمر لإنقاذ حياة المرأة الحامل أو إذا كان الطفل يواجه خطر ورث اضطراب وراثي شديد. ومع ذلك ، فإن العقوبات المفروضة على كل من الإجهاض والنساء الحوامل اللاتي حصلن على الإجهاض كانت متساهلة للغاية ورمزية تقريبًا مقارنة بالعديد من الدول الأوروبية الأخرى. تتناول المواد 482-485 من هذا القانون الإجهاض. كانت العقوبة على كل من يقوم بالإجهاض والمرأة الحامل التي أجرت الإجهاض هي 3-6 أشهر إذا كانت غير متزوجة ؛ و 6 أشهر -1 سنة إذا كانت متزوجة. زادت العقوبات إذا لم توافق المرأة على الإجهاض ، أو إذا أصيبت بجروح خطيرة ، أو إذا توفيت. مُنع الموظفون الطبيون أو الصيادلة المشاركون في إجراء عمليات الإجهاض من ممارسة المهنة لمدة 1-3 سنوات. يجب فهم أهمية هذه الأحكام القانونية في سياق دولي: على سبيل المثال ، في عام 1943، في فرنسا ، تم إعدام الإجهاض ماري لويز جيرود بسبب إجهاضها.[98]
- الاتحاد السوفيتي: عكس جوزيف ستالين معظم أجزاء تقنين لينين للإجهاض في الاتحاد السوفيتي لزيادة النمو السكاني.[99]
- كاتالونيا: أقرت حكومة كاتالونيا الإجهاض الحر خلال الأسابيع الـ 12 الأولى من الحمل.[100][101][102]

1937
- أيرلندا: تم حظر الطلاق في أيرلندا في عام 1937.[103]
- ألبانيا: حظر الحجاب .
- الكويت: أول المدارس الحكومية مفتوحة للإناث.
- أيرلندا: جرد دستور 1937 النساء إلى حد ما من حقوقهن الممنوحة سابقًا. كذلك على الرغم من أن دستور 1937 يضمن للمرأة الحق في التصويت وفي الجنسية والمواطنة على قدم المساواة مع الرجل.[104]

1938
- فرنسا: الأغلبية القانونية للمرأة المتزوجة.
- إيران: أول نساء تم قبولهن كطالب في جامعة طهران.
- السويد: وسائل منع الحمل مصدقة.[5]
- السويد: تم تشريع الإجهاض على أساس محدود في السويد.

1939
- السويد: فرض حظر على فصل امرأة عن الزواج أو الإنجاب.[5]
- فرنسا: تم تغيير قانون العقوبات الفرنسي للسماح بالإجهاض الذي ينقذ حياة المرأة الحامل.[105]

1940s
- لبنان: أصبحت المادة 522 من قانون العقوبات اللبناني جزءًا من القانون في الأربعينيات من القرن الماضي ، وذكرت أن الاغتصاب كان جريمة يعاقب عليها القانون ، حيث يمكن للمهاجم الحصول على ما يصل إلى سبع سنوات في السجن. [140] ومع ذلك ، لن تتم الملاحقة الجنائية إذا تزوج مرتكب الجريمة وضحيته ، وبقيا متزوجين لمدة ثلاث سنوات على الأقل. في عام 2017، ألغيت المادة 522 من قانون العقوبات اللبناني ، والتي وُصفت بأنها «قانون اغتصاب». ولكن بعد إلغاء المادة 522، جادل الكثيرون بأن القانون لا يزال قائماً في المادتين 505 و 518. المادة 505 تنطوي على ممارسة الجنس مع قاصر ، في حين تتناول المادة 518 إغواء القاصر برفقة وعد الزواج.[106][106][106][107][108][108]

1940
- اليابان: لم يصل قانون تحسين النسل الوطني صراحةً إلى الإجهاض القانوني من خلال تحديد مجموعة من الإجراءات التي كان على الطبيب اتباعها من أجل إجراء الإجهاض ؛ تضمنت هذه الإجراءات الحصول على آراء ثانية وتقديم تقارير ، على الرغم من أنه يمكن تجاهلها عندما كانت حالة طارئة. كانت هذه عملية شاقة ومعقدة لم يرغب العديد من الأطباء في التعامل معها ، وتعزو بعض المصادر انخفاض معدل الإجهاض بين عامي 1941 و 1944 من 18000 إلى 1800 إلى هذا التشريع.

1942
- روسيا: تم قبول النساء رسمياً في الجيش.
- فنزويلا: الأغلبية القانونية للمرأة المتزوجة.
- فنزويلا: حصلت النساء المتزوجات على دخل منفصل.

1943
- إيران: التعليم الابتدائي الإلزامي لكل من الذكور والإناث.

1945
"غيانا البريطانية - غيانا: حصلت المرأة على الحق في الترشح للانتخابات.
- الولايات المتحدة ، إلينوي: محكمة الاستئناف في إلينوي للمرأة المتزوجة بالبقاء مسجلة للتصويت تحت اسم ميلادها ، بسبب "العرف والسياسة وحكم القانون العام بين الشعوب الناطقة باللغة الإنجليزية حيث يتم تغيير اسم المرأة عن طريق الزواج ويصبح لقب زوجها كقانون لقانونها.[109][110]

1946
بورما: ميانمار: حصلت المرأة على الحق في الترشح للانتخابات.
- أوروغواي: الأغلبية القانونية للمرأة المتزوجة.
- أوروغواي: حصلت المرأة المتزوجة على اقتصاد منفصل.
- السودان: كان السودان أول دولة تحظر تشويه الأعضاء التناسلية الأنثوية في عام 1946، تحت حكم البريطانيين. ومع ذلك ، لا يوجد حاليا قانون وطني يحظر تشويه الأعضاء التناسلية الأنثوية هناك.
- الولايات المتحدة ، كارولاينا الشمالية: صدر تعديل دستوري للولاية في ولاية كارولينا الشمالية جعل النساء مؤهلات للعمل في هيئة محلفين.[111]

1947
- السويد: أجر متساو لكلا الجنسين.[5]
- الهند: قانون مدراس ديفاداسيس (منع الإهداء) (يُطلق عليه أيضًا قانون تاميل نادو ديفاداسيس (منع الإهداء) أو قانون مدراس ديفاداسي) هو قانون تم سنه في 9 أكتوبر 1947 بعد أن أصبحت الهند مستقلة عن الحكم البريطاني. صدر القانون في رئاسة مدراس وأعطى ديفاديس الحق القانوني في الزواج وجعل من غير القانوني تكريس الفتيات لمعابد هندوسية.[112][113]

1948
- السويد: أجر الأمومة. [5].[5]
- الولايات المتحدة: قانون تكامل الخدمات المسلحة للنساء الصادر في 12 يونيو 1948 هو قانون الولايات المتحدة الذي مكّن النساء من العمل كعضوات دائمة ومنتظمة في القوات المسلحة الجيش والبحرية ومشاة البحرية والقوات الجوية التي شكلت مؤخرا. ومع ذلك ، فإن القسم 502 من القانون يحد من خدمة النساء من خلال استبعادهن من الطائرات وسفن القوات الجوية والبحرية التي قد تشارك في القتال.
- اليابان: أقرت اليابان الإجهاض في ظروف خاصة. جعل قانون حماية يوجين لعام 1948 اليابان من أوائل الدول التي شرعت الإجهاض المستحث. تم تنقيح هذا القانون باعتباره قانون حماية جسم الأم في عام 1996.[114][115]

1949
- الإكوادور: الأغلبية القانونية للمرأة المتزوجة.
- سوريا: سنت سوريا قانون الزواج من المغتصب.[34][116][117]

1950
الصين: يمنح النظام الأساسي المرأة حقاً مساوياً للملكية ، والسعي إلى الطلاق والميراث.
النرويج: يمكن للمرأة التي تزوجت من الأجانب أن تقرر بنفسها ما إذا كانت ستحتفظ بالجنسية النرويجية أم لا.
تشيكوسلوفاكيا: جعلت تشيكوسلوفاكيا الاغتصاب الزوجي غير قانوني.